# Tatra KT4
Tatra КТ4 је трамвај који су производиле чешке (односно тадашње чехословачке) компаније ČKD Tatra (механички део) и ČKD Trakce (електрична опрема), а производио се у више верзија.

## Производња
Произведено је 1764 трамваја од 1974. до 1997, који су испоручени:
- Естонија (Талин - 50 КТ4SU трамваја)
- Хрватска (Загреб - 51 КТ4YU трамваја)
- Летонија (Лиепаја - 22 КТ4SU трамваја)
- Немачка (Берлин, Бранденбург, Котбус, Ерфурт, Франкфурт на Одри, Гера, Герлиц, Гота, Лајпциг, Плауен, Потсдам, Цвикау - 1042 КТ4Д, КТ4Дт трамваја)
- Русија (Калињинград, Пјатигорск - 76 КТ4SU трамваја)
- Северна Кореја (Пјонгјанг - 50 КТ4К трамваја - зглобови демонтирани и замењени крутом везом)
- Србија (Београд - 220 КТ4YU трамваја)
- Украјина (Јевпаторија, Лавов, Виница, Житомир - 264 КТ4SU трамваја)

## Спецификације
- Дужина: 18.11 m
- Ширина: 2,2 m
- Висина: 3,1 m
- Максимална брзина: 65 km/h

## Реконструкција и модернизација
- Tatra KT4DtM
- Tatra KTNF6
- Tatra KTNF8

## Фотографије
|                  |                 |             |               |                |                 |
| KT4YU у Београду | KT4YU у Загребу | KT4D у Гери | KT4D у Лавову | KT4D у Шчећину | KT4D у Сегедину |

## Везе
- Tatra T4
- Београдски трамвај